# 2028
|  | Denne artikel beskriver en fremtidig begivenhed Denne artikel eller sektion handler om planlagt eller forventet fremtidig begivenhed. Der kan forekomme spekulativ information, og indholdet kan ændres dramatisk når begivenheden nærmer sig og mere information bliver tilgængelig. |

| 2028               |
| ------------------ |
| Dødsfald - Fødsler |
| • Sport            |

| Gregoriansk kalender | 2028 MMXXVIII           |
| Ab urbe condita      | 2781                    |
| Armensk kalender     | 1477 ԹՎ ՌՆՀԷ            |
| Kinesiske kalender   | 4724 – 4725 丁未 – 戊申 |
| Etiopisk kalender    | 2020 – 2021             |
| Jødisk kalender      | 5788 – 5789             |
| Hindukalendere       |                         |
| - Vikram Samvat      | 2083 – 2084             |
| - Shaka Samvat       | 1950 – 1951             |
| - Kali Yuga          | 5129 – 5130             |
| Iransk kalender      | 1406 – 1407             |
| Islamisk kalender    | 1450 – 1451             |

2028 (MMXXVIII) er det 507. skudår siden Kristi Fødsel. Året begynder på en lørdag. Påsken falder dette år den 16. april
Se også 2028 (tal)

## Forudsigelser og planlagte hændelser
- 26. oktober – astroiden (35396) 1997 XF11 flyver tæt forbi Jorden, i en anslået afstand af 930.000 km.
- Verdens befolkningen er projekteret til at nå 8 milliarder personer.
- Melbourne forventes at overgå Sydney som Australiens mest befolkningsrige by.
- Det amerikanske luftvåben har færdiggjort udfasningen af A-10 Thunderbolt II til fordel for F-16 Fighting Falcon og F-35 Lightning II.
- 3. etape af Kalundborgmotorvejen (primærrute 23) mellem Dramstrup og Kalundborg åbner for trafik.

## Politik
- 7. november – valg til USAs præsident.

## Økonomi
- Indførelsen af fælles valuta (Afro) i den Afrikanske Union.

## Teknologi
- Ifølge futurist Ray Kurzweil vil alle vore energiproduktion komme fra rene kilder, så som solenergi.

## Sport
- Sommer-OL 2028. Den 34. sommerolympiade afholdes i Los Angeles.

## Billeder
- A-10 Thunderbolt II
- F-16 Fighting Falcon
- Melbourne
- Sidney
- Projekteret udvikling i verdens befolkningstilvækst